# Éric Bagge
Éric Bagge (* 1890 in Antony, Frankreich; † 1978) war ein französischer Architekt, Innenarchitekt und Designer des Art déco.

## Leben und Werk

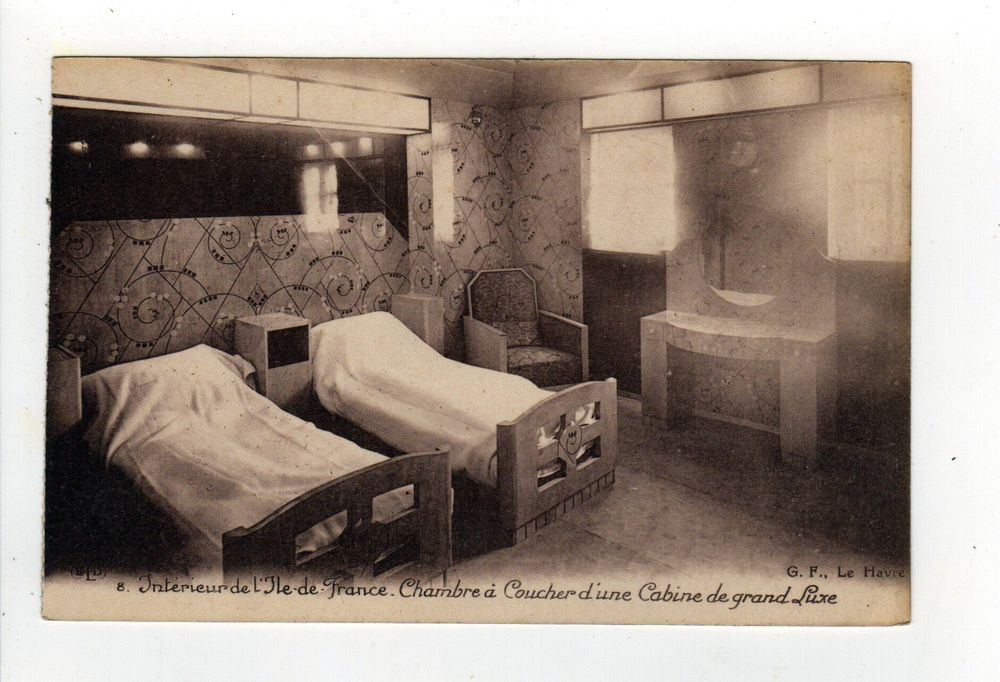
Blick in das Schlafzimmer der Cabine der grand luxe auf dem Ozeanliner Île de France

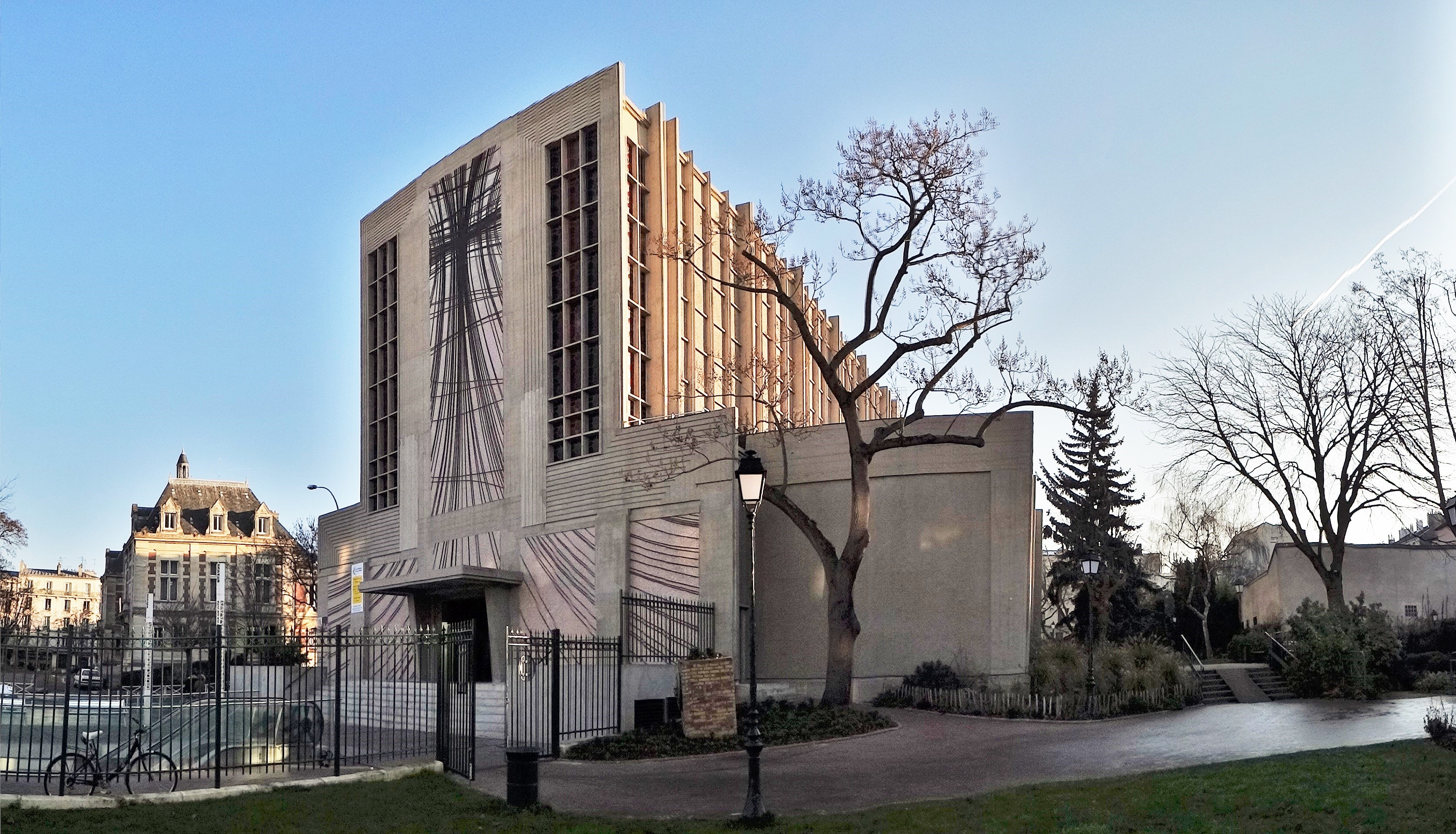
Église Saint-Jacques-le-Majeur in Montrouge

Éric Bagge entwarf Möbel, Tapeten, Stoffe, Accessoires sowie Schmuck und Silberwaren. Seine Möbel wurden aus edlen Hölzern mit geometrischen Motiven gefertigt, die vom Kubismus inspiriert waren. Er gehörte zu der Gruppe von Designern dieser Zeit, die den Historismus hinter sich lassen wollten und eine visuelle Umgestaltung französischer Möbel anstrebten. Bagge war besonders bekannt für seine Wandbehänge, wobei seine Vorhangstoffe aus Kunstseide oft die gleichen Motive wie seine Tapetenprodukte zeigten.
Bagge nahm an zahlreichen Salons der Société des Artistes Français, der Société du Salon d’Automne (hier kreierte er unter anderem auch die Inneneinrichtung), der Société des artistes décorateurs und der Union centrale des arts décoratifs teil.
Für die Pariser Exposition internationale des Arts Décoratifs et industriels modernes 1925 entwarf er die Ausstattung des 500 m² großen Schmucksaals im Grand Palais. Er dekorierte hier zusätzlich La salle de toilette – das Bad des französischen Pavillons – sowie die Ausstellungen Les Gobelins et Beauvais. Für den Kunstverleger Arthur Goldscheider schuf Bagge einen achteckigen, mit einer Kappe versehenen Pavillon, der wie ein Bildhaueratelier ausgeleuchtet war. Hier wurden die Arbeiten der progressiven Künstlergruppen La Stèle für moderne Bildhauerei und L’Evolution für kunstgewerbliche Dekoration gezeigt.
Bagge war Mitglied der Groupe des Architectes Modernes und der Société d’encouragement à lʼart et à lʼindustrie und entwarf Möbel für Einrichtungshäuser wie La Maîtrise, Saddier et Fils, Mercier Frères Décoration und G.E.J. Dennery.
1926 gestaltete er die prachtvolle Cabine de grand luxe für den Ozeanliner Île de France.
1929 wurde er zum künstlerischen Leiter des modernen Möbelhauses Palais du Marbre der Gebrüder Mercier an der Avenue des Champs-Élysées 77 berufen. 1930 eröffnete er sein eigenes Geschäft.
Von 1934 bis 1940 war Éric Bagge als Architekt und Innenarchitekt für den Neubau der Kirche Saint-Jacques in Montrouge verantwortlich, wofür er Stahlbeton benutzte, was damals als avantgardistisches Material für ein Kirchgebäude galt.